# Ludwig (Hohenlohe-Langenburg)

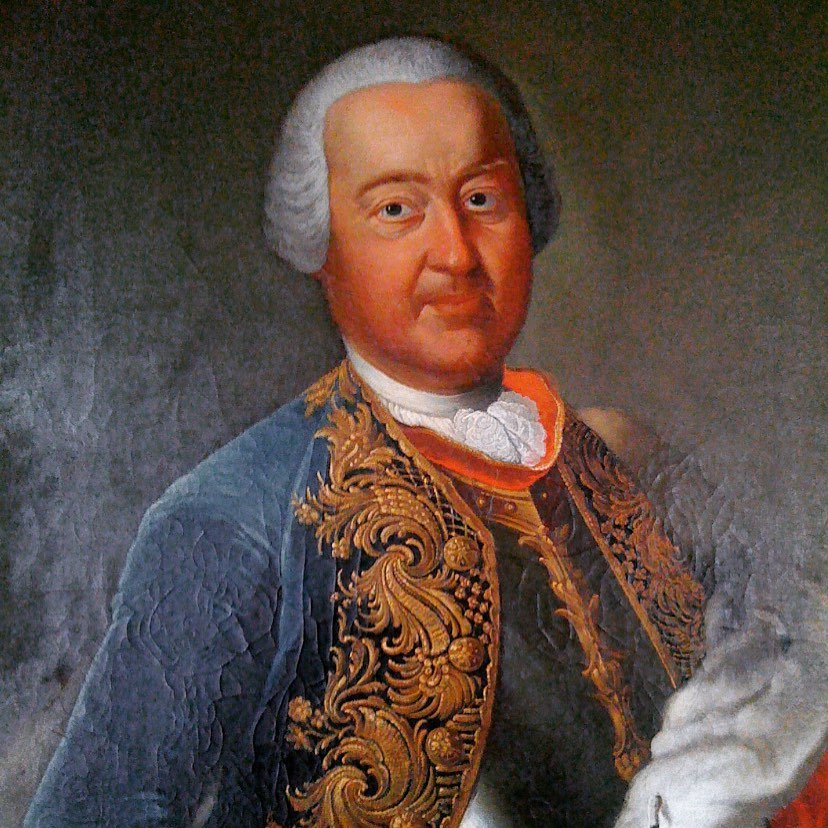
Graf, seit 1764 Fürst Ludwig zu Hohenlohe-Langenburg

Ludwig zu Hohenlohe-Langenburg (* 20. Oktober 1696 in Langenburg; † 16. Januar 1765 ebenda) war ein Angehöriger des Hochadelshauses Hohenlohe sowie regierender Graf von Hohenlohe-Langenburg. Am 7. Januar 1764 wurde er von Kaiser Franz I. in den Reichsfürstenstand erhoben.

## Abstammung
Er war ein Sohn von Graf Albrecht Wolfgang zu Hohenlohe-Langenburg und Gräfin Sophia Amalia von Nassau-Saarbrücken.

## Herrschaft
Unter Graf Ludwig wurden einige Umbauten an Schloss Langenburg vorgenommen. So wurde der Ostflügel mit seiner heutigen Form versehen und weitere Umbauten im Barockstil fanden statt. Ebenso ließ er als Sommerresidenz das Lust- und Jagdschloss Ludwigsruhe auf dem Gelände des ehemaligen Weilers Lindenbronn, neben dem schon 1588 dort angelegten Jagdpark nach Plänen von Leopold Retty erbauen.

## Familie
Am 23. Januar 1723 heiratete er seine Cousine, Gräfin Eleonore von Nassau-Saarbrücken (1707–1769), Tochter von Graf Ludwig Kraft von Nassau-Saarbrücken und dessen Ehefrau Gräfin Philippine Henriette zu Hohenlohe-Langenburg (eine Schwester seines Vaters).
Aus der Ehe gingen folgende dreizehn Kinder hervor:
- Christian Albrecht (* 1726; † 1789)
- Friedrich Karl (* 1728; † 1728)
- Sophie Henriette (* 1729; † 1735)
- Auguste Caroline (* 1731; † 1736)
- Luise Charlotte (* 1732; † 1777) ⚭ Fürst Christian Friedrich zu Hohenlohe-Kirchberg
- Eleonore Juliane (* 1734; † 1813) ⚭ Erbprinz Albrecht zu Hohenlohe-Ingelfingen
- Wilhelm Friedrich Gustav (* 1736; † 1805), Johanniterritter[1][2]
- Philipp Karl (* 1738; † 1753)[3]
- Friedrich August (* 1740; † 1810)
- Ludwig Gottfried (* 1742; † 1765)
- Christiane Henriette (* 1744; † 1744)
- Caroline Christiane (* 1746; † 1750)
- Friedrich Ernst (* 1750; † 1794) ⚭ Jonkvrouw Magdalena Adriana van Haren, Tochter von Staatsmann Onno Zwier van Haren; Stammeltern der späteren österreichisch-böhmischen Linie